# Cimetière de Cap-Rouge
Le cimetière de Cap-Rouge est situé dans l'arrondissement Sainte-Foy-Sillery-Cap-Rouge de la ville de Québec.

## Histoire
L’église Saint-Félix-de-Cap-Rouge est construite en 1859 mais ce n’est qu’en 1862 que la paroisse est érigée canoniquement,. Un plan datant de décembre 1860 atteste l'existence du cimetière, situé derrière l’église.
Au centre du cimetière s’élève le monument de la famille de Nicholas Flood, maître de port de Cap-Rouge jusqu’au début du XXe siècle. Né en 1831 à Wexford en Irlande, il est décédé à Cap-Rouge en 1912.
En 2006, le conseil de Fabrique de la paroisse Saint-Félix fait construire un columbarium.

## Le calvaire
Un calvaire est situé à l’extrémité sud-ouest du cimetière. Il est offert à la Fabrique en 1943 par Antoine Jobin, fils de l’ancien maire de Cap-Rouge, Joseph Jobin (1912-1914). L’œuvre est celle du sculpteur Lauréat Vallière. Un titulus affiche l’expression Jésus le Nazaréen, roi des Juifs en trois langues : hébraïque, grecque et latine.
En 1973, le calvaire est restauré par Jean Simard, ethnologue et professeur en Arts et traditions populaires à l’Université Laval.  La même année, un entrepreneur construit l’édicule actuel qui le protège.

## Galerie

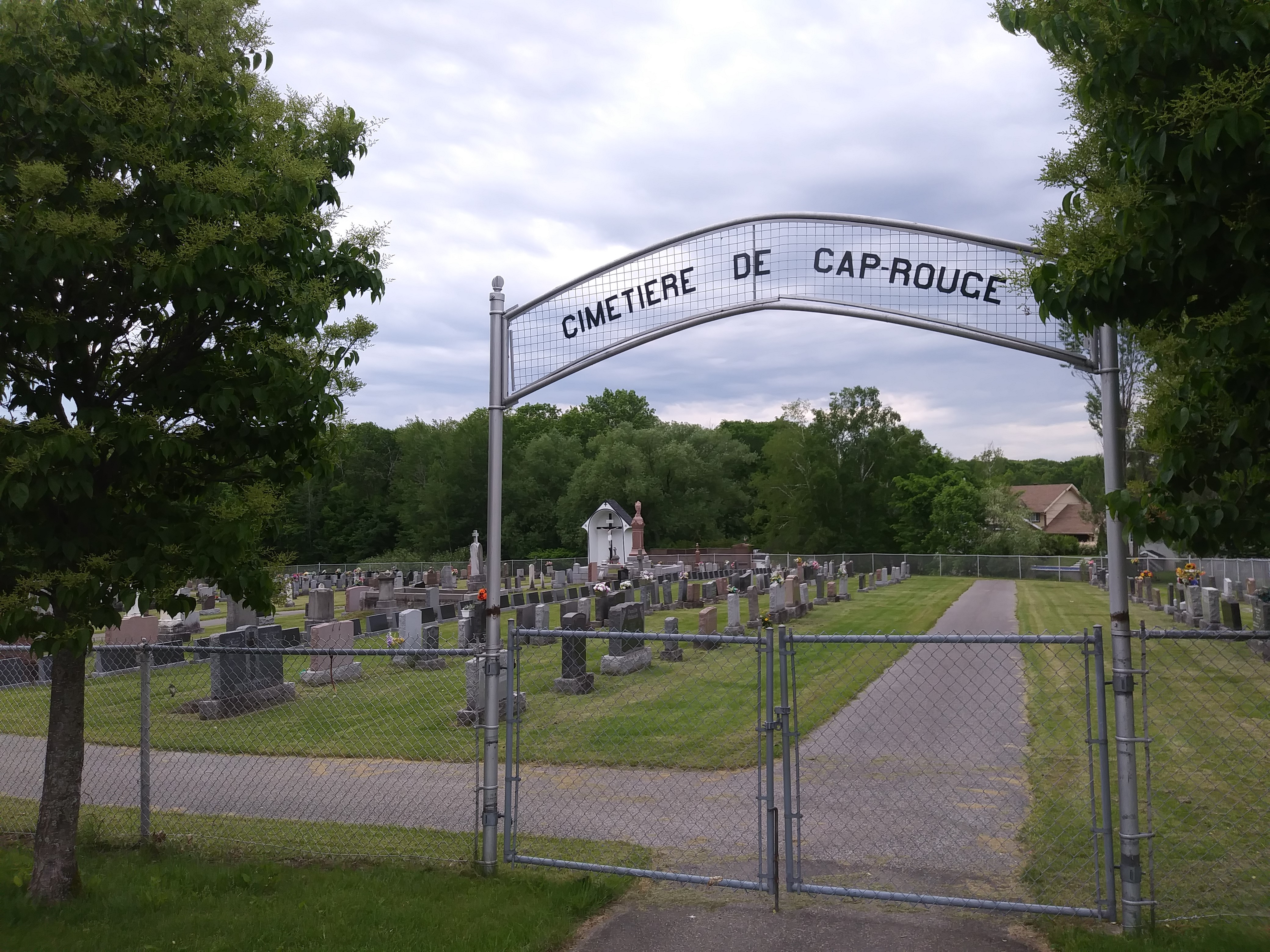
Entrée du cimetière de Cap-Rouge
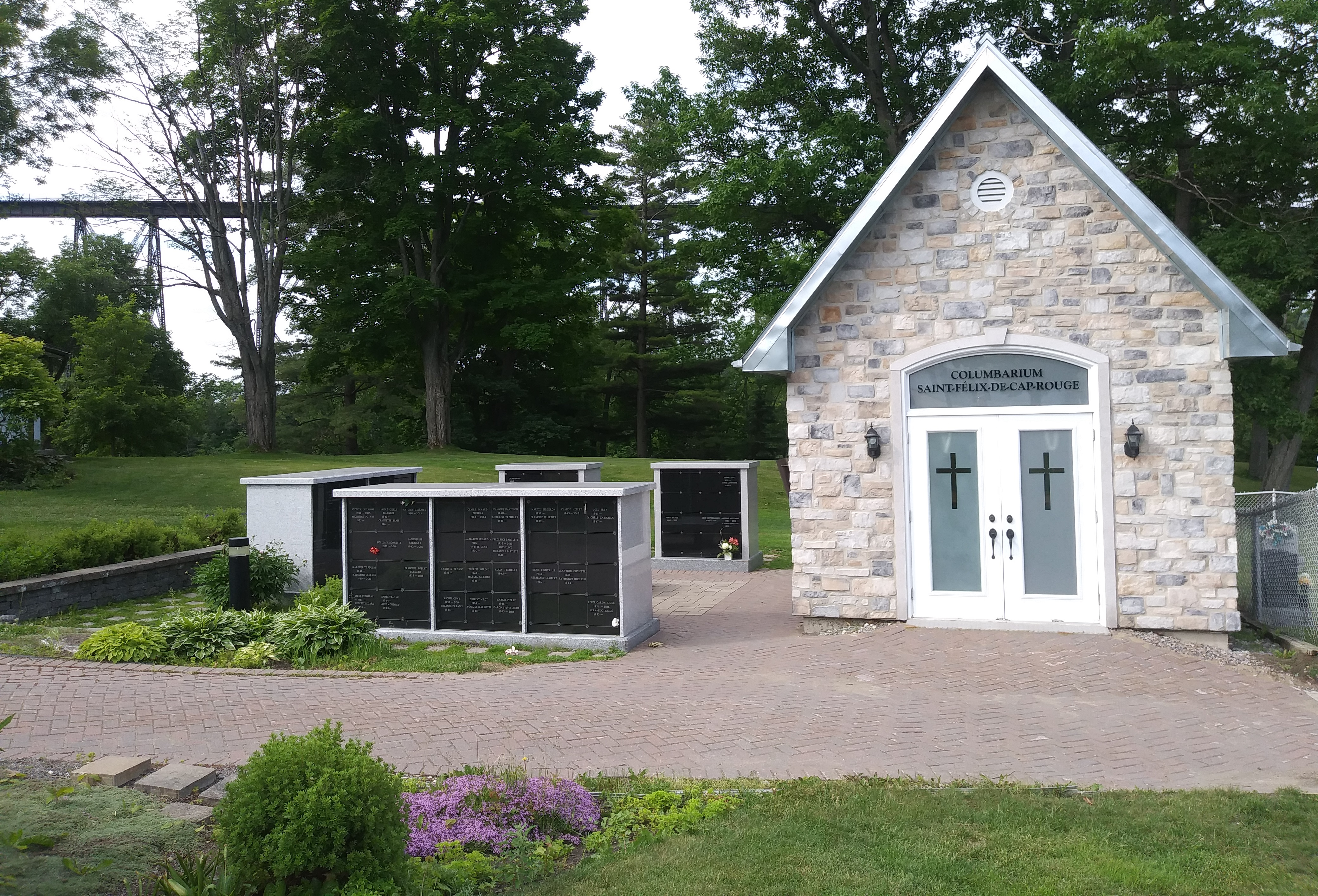
Columbarium du cimetière de Cap-Rouge
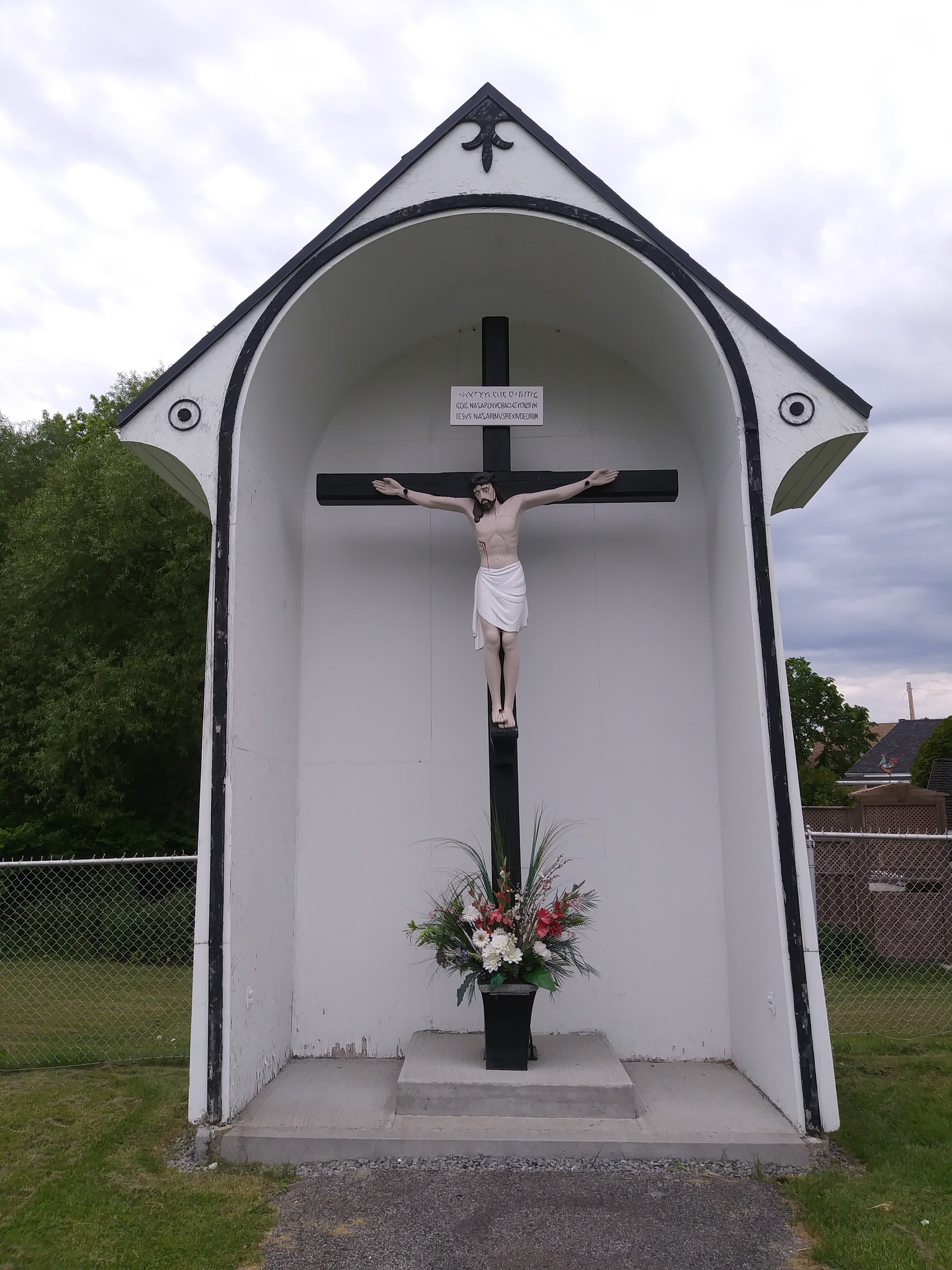
Calvaire du cimetière de Cap-Rouge
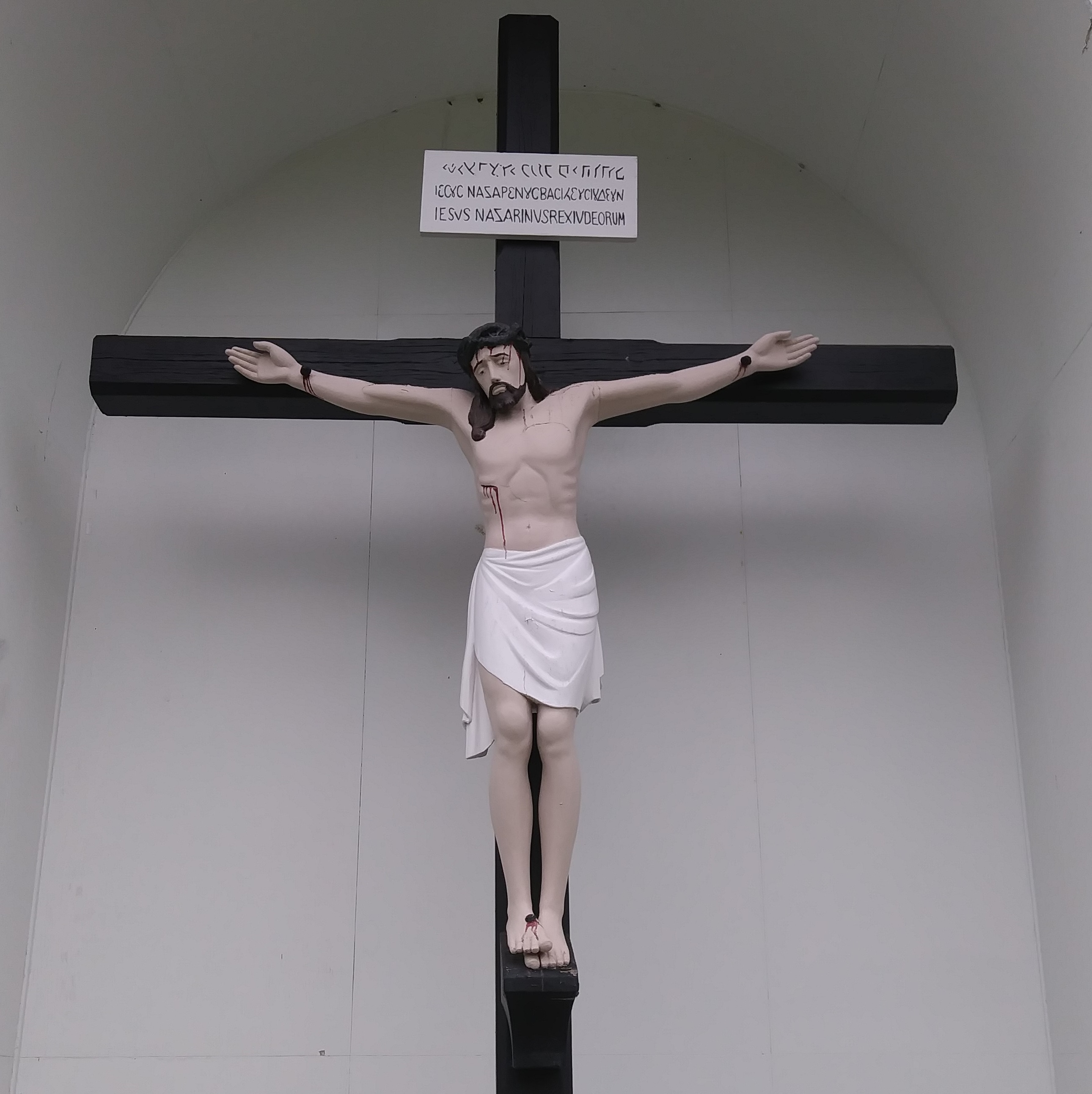
Calvaire du cimetière de Cap-Rouge : sculpture de Lauréat Vallière
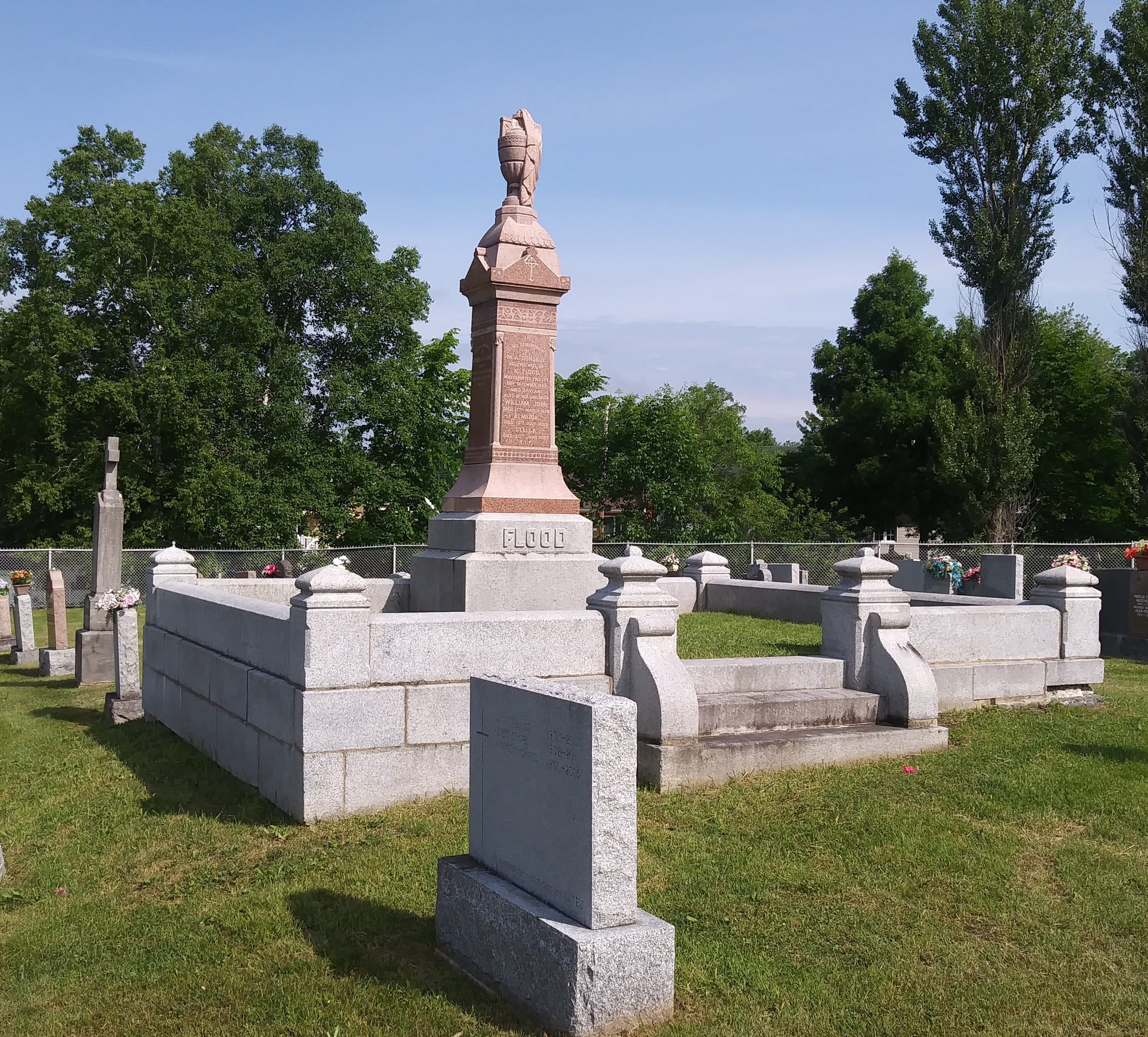
Monument de la famille Flood
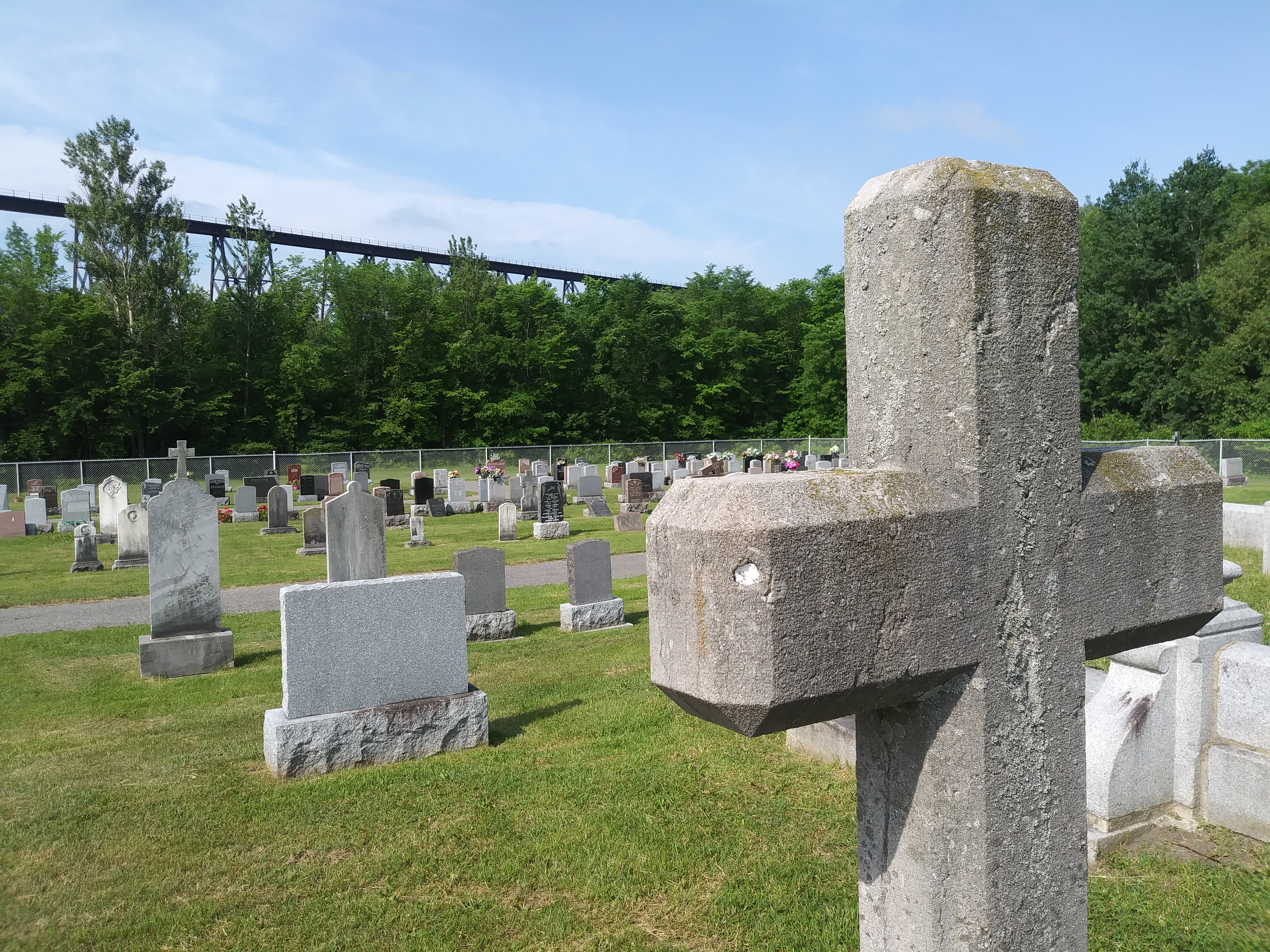
Point de vue sud
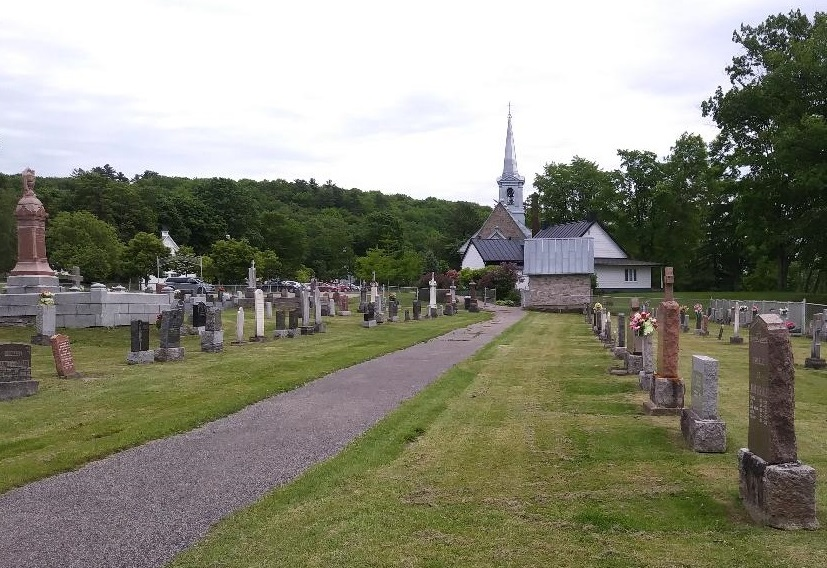
Point de vue nord-est
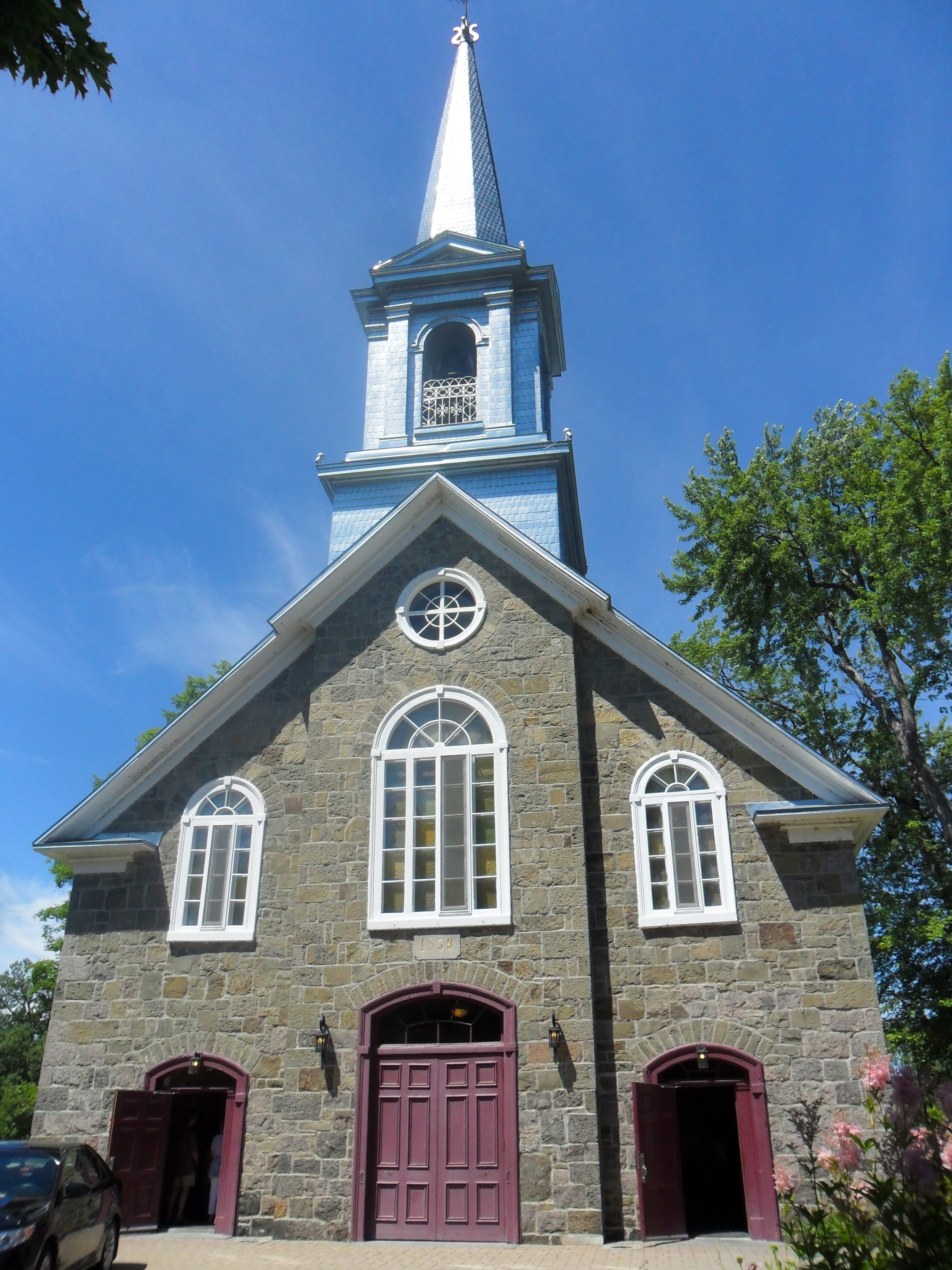
Église Saint-Félix-de-Cap-Rouge